# صلاح ريكو
صلاح عاطف (9 أكتوبر 1989 بالقاهرة في مصر - ) هو لاعب كرة قدم مصري في مركز الوسط. لعب مع اتحاد الشرطة الرياضي.

## وصلات خارجية
- ziyad gamal hasona على موقع قاعدة بيانات كرة القدم.إي يو (الإنجليزية)
- ziyad gamal hasona على موقع Soccerway.com (الإنجليزية)